# Asdrúbal Hanão
Asdrúbal Hanão foi um general cartaginês da Primeira Guerra Púnica. Quando o cônsul Marco Atílio Régulo invadiu o norte da África em 256 a.C., Asdrúbal, Bostar e Amílcar foram enviados para enfrentá-lo. Os três foram derrotados na batalha de Ádis, perto de Cartago, em 255 a.C.. Depois da derrota, Asdrúbal conquistou a pólis grega de Agrigento, na Sicília, e, em 251 a.C., tentou reconquistar Panormo, perdida três anos antes para os romanos, mas foi derrotado pelo cônsul Lúcio Cecílio Metelo na Batalha de Panormo.